# Попович Анатолій Васильович
Анатолій Васильович Попович (нар. 1945, Коновка) — викладач класу баяна Кам'янець-Подільського національного університету ім. Івана Огієнка, член Національної всеукраїнської музичної спілки.

## Біографічні відомості
Народився у 1945 році в селі  Коновці (нині Дністровський район Чернівецької області, Україна). Перші кроки на педагогічній ниві зробив у Коновській восьмирічці, куди у 1965 році пішов працювати вчителем музики і креслення. Крім викладання, він створив жіночий квартет, сільський хор, до якого входили переважно вчителі. За третє місце у районному огляді художньої самодіяльності колектив під керівництвом молодого вчителя був нагороджений комплектом українських народних інструментів.
Але юнак не заспокоюється на досягнутому і наступного року вступає на народний відділ Чернівецького культурно-освітнього училища. Тут він навчається в класі баяна прекрасного педагога В. Гребенюка. Зі своїм однокурсником Іваном Лукащуком грав у дуеті. У їхньому репертуарі були майже усі популярні твори в обробці А. Шалаєва, з якими не раз виступали на Чернівецькому радіо і телебаченні.
Після закінчення училища їде працювати за направленням художнім керівником у Будинок культури с. Росошани Кельменецького району. Колективи художньої самодіяльності під його керівництвом завжди виступали з великим успіхом і не раз ставали переможцями районних і обласних оглядів художньої самодіяльності.
У 1970 році успішно витримавши вступні випробування, стає студентом музично-педагогічного факультету Кам'янець-Подільського державного педагогічного інституту. Його творча робота підсилюється навчанням. Тут він збагачує свої знання з основного музичного інструменту, гармонії, сольфеджіо, диригування та інших музичних дисциплін, що сприяло становленню його як професійного музиканта та педагога. Після навчання в інституті у 1975 році Анатолію Васильовичу пропонують роботу на кафедрі музики. Маючи значний педагогічний досвід зі школи, досвід роботи з художніми колективами, він успішно працює в інституті, вдосконалює виконавську майстерність, бере активну участь у концертній діяльності. У складі ансамблю троїстих музик під керівництвом Олексія Беца виступав у містах України, Латвії, Росії, Болгарії, Іспанії та п'яти країнах західної Африки.

## Праці
- Вивчення творчості Миколи Леонтовича в курсі «Інструментування та аранжування дитячого оркестру»
- Музично-педагогічна спадщина К. Стеценка дитячого оркестру
- Музично-творча діяльність молодших школярів у процесі навчання музики
- Про використання досвіду М. Леонтовича з навчання співу в роботі з учнями 1 класу ЗОШ № 7 м. Кам'янця-Подільського
- Підвищення ефективності педагогічної майстерності майбутнього вчителя
- Виховні можливості в оркестровій грі на дитячих музичних інструментах

## Збірники
- Кольорова веселочка
- Сонечко
- Падолист
- Дитячі орестрові твори Миколи Леонтовича у початковій школі

## Музичні твори
- До школи (сл. М. Чепурної)
- Мала українка (сл. Ю. Шкрумеляк)
- Свята ніч (сл. Р. Завадовича)
- Ода Кам'янцю (сл. О. Трофанчука)
- Дана (сл. Н. Матейцевої)
- До пісні (сл. В. Матвієнка)
- Рідна хата (сл. М. Воньо)
- Доброго ранку, наш дитсадочку (сл. А. Попович)
- Моїй матусі (сл. Т. Мазенцевої)
- Кольорова веселочка (сл. Н. Бонь)
- Маю я уже п'ять рочків (сл. О.Приходько-Возняк)
- Ходить баба снігова (сл. Є. Гуцало)
- Сонечко (сл. Г. Манчуляк та А. Попович)
- Писанки писала (сл. народні)
- Прощай, букварик наш (сл. А.Попович)
- Наші вчителі (сл. В. Дворецької)
- Прощальна пісенька (сл. А.Попович)
- Падолист (сл. А.Попович)
- Дума про любов (сл. І. Воньо)
- Медовий цвіт (сл. А . Попович та Н. Матейцевої)
- Ювілейна (сл. А. Попович)